# お座敷列車 (門司鉄道管理局)

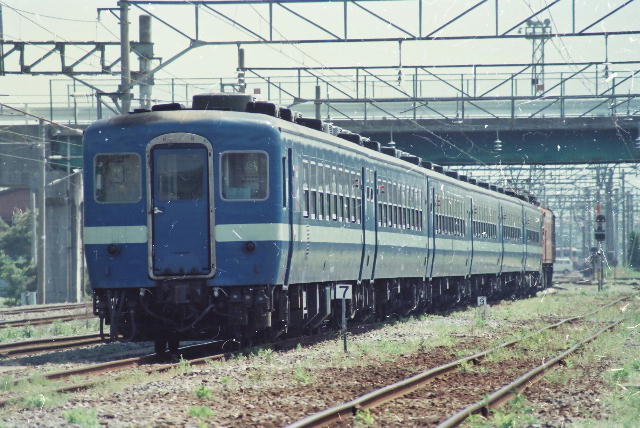
山編成（改造当初）

お座敷列車（おざしきれっしゃ）は、日本国有鉄道（国鉄）が1980年（昭和55年）および1983年（昭和58年）に改造製作した鉄道車両（和式客車）で、ジョイフルトレインと呼ばれる車両の一種である。1987年（昭和62年）4月の国鉄分割民営化以降は九州旅客鉄道（JR九州）に継承され、1995年（平成7年）まで保有していた。

## 概要
門司鉄道管理局では従来から保有していたスロ81系お座敷客車が老朽化してきたのと、波動輸送用として保有していた12系客車が余剰となってきたことから、小倉工場で12系を改造して導入した和式客車（お座敷客車）である。
1980年と1983年に1編成ずつ、合計2編成が導入された。これは12系改造の和式客車としては全国初のもので、これに続く形で全国各地に12系改造のジョイフルトレインが登場することになる。
1980年に導入した編成には特に愛称は付けられなかったが、各車両に九州の海の名称が付けられており、「山編成」の登場後は区別のため「海編成」と呼ばれるようになった。1983年に導入した編成には各車両に九州の山の名称が付けられ、編成には「山編成」の愛称が付けられた。

## 編成
いずれも12系客車より改造されており、両端の車両はスロフ12形800番台、中間の車両はオロ12形800番台である。すべてグリーン車扱いであった。
以下「」内は車両の愛称、（ ）内は旧番号。

### 海編成
6両編成で、各車には九州周辺の海の名称が愛称名として付けられている。
- 1号車：スロフ12 801「錦江」（スハフ12 51） - 定員42名
- 2号車：オロ12 801「日向」（オハ12 133） - 定員44名
- 3号車：オロ12 803「周防」（オハ12 134） - 定員44名
- 4号車：オロ12 804「玄海」（オハ12 135） - 定員44名
- 5号車：オロ12 802「西海」（オハ12 136） - 定員44名
- 6号車：スロフ12 802「有明」（スハフ12 52） - 定員42名

### 山編成

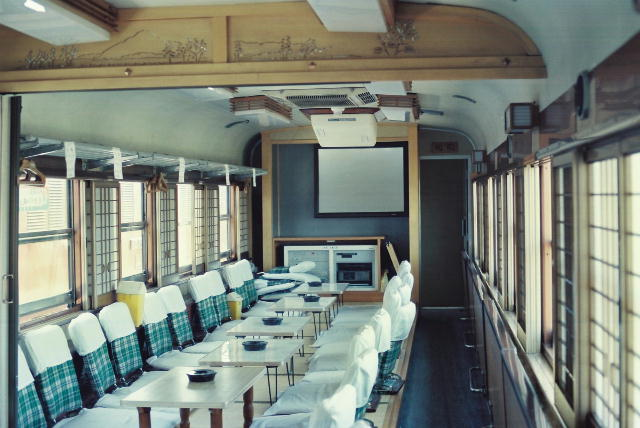
スロフ12 818の車内。座椅子と座卓を置いた状態。

6両編成で、各車には九州の山の名称が愛称名として付けられている。
- 1号車：スロフ12 817「桜島」（スハフ12 77） - 定員44名
- 2号車：オロ12 833「高千穂」（オハ12 263） - 定員46名
- 3号車：オロ12 834「九重」（オハ12 262） - 定員46名
- 4号車：オロ12 835「阿蘇」（オハ12 261） - 定員46名
- 5号車：オロ12 836「雲仙」（オハ12 260） - 定員46名
- 6号車：スロフ12 818「開聞」（スハフ12 66） - 定員44名

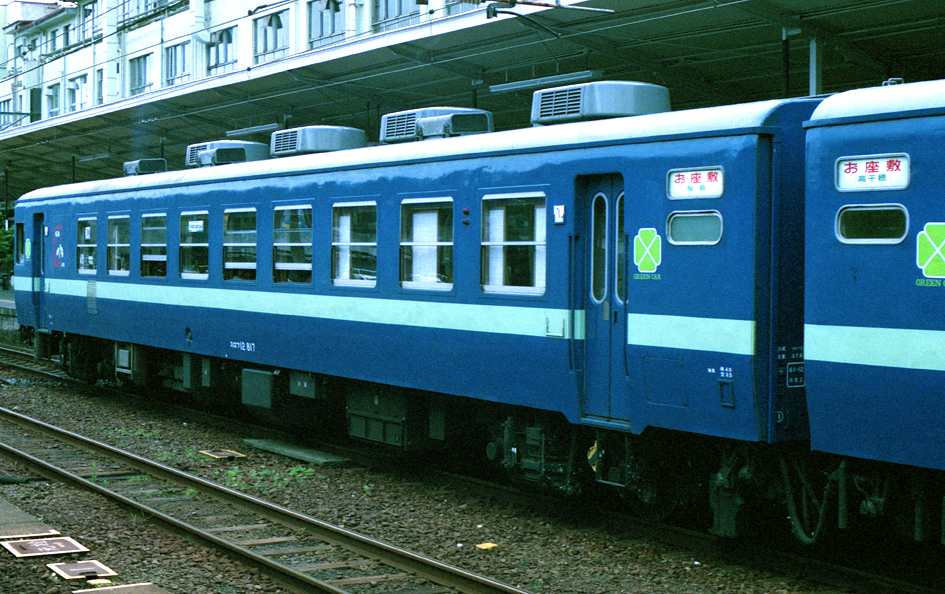
スロフ12 817 「桜島」
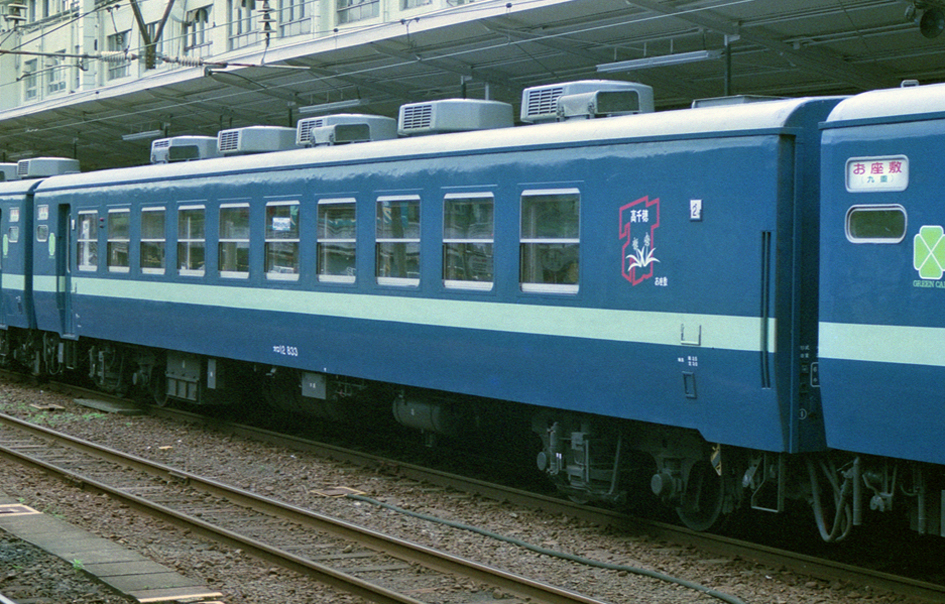
オロ12 833 「高千穂」
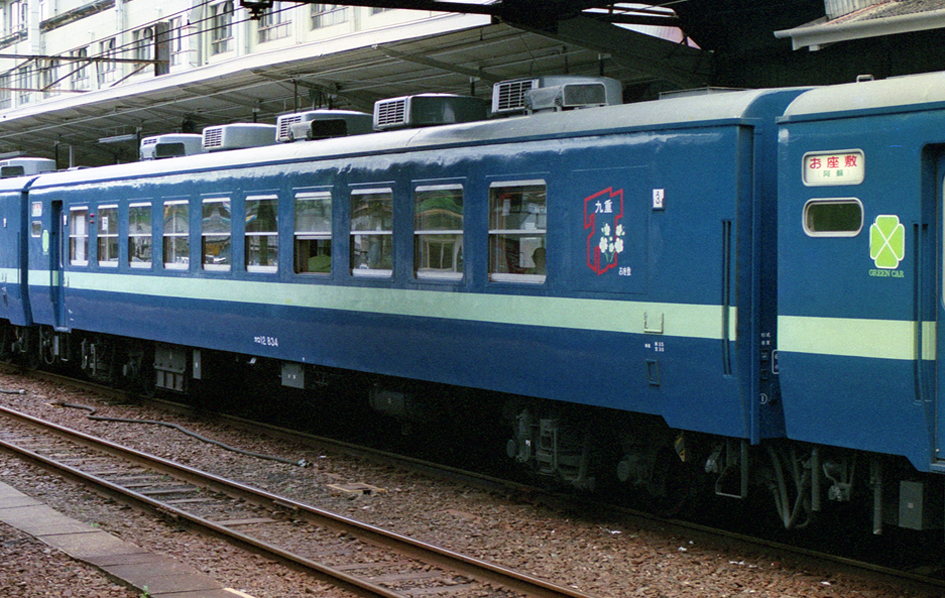
オロ12 834 「九重」
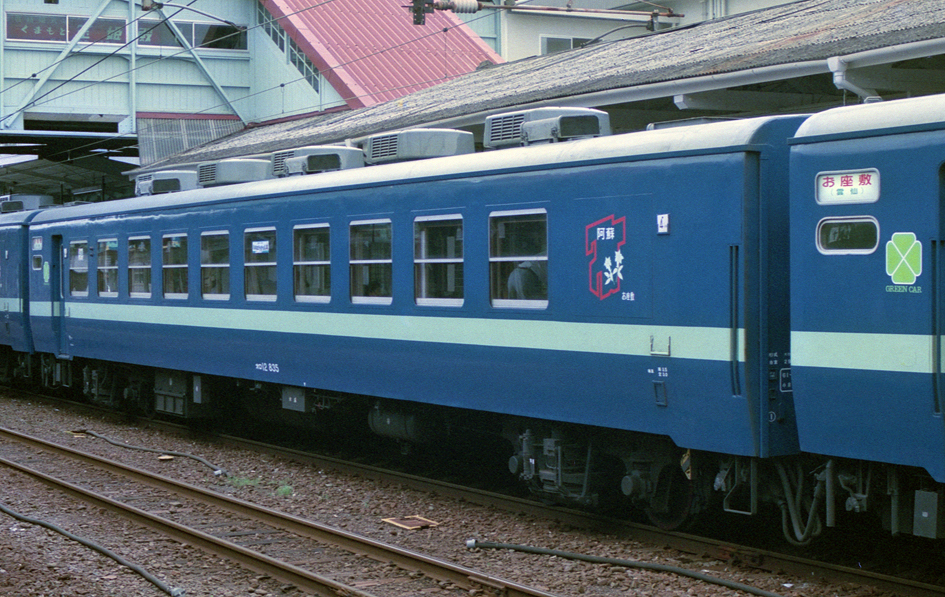
オロ12 835 「阿蘇」
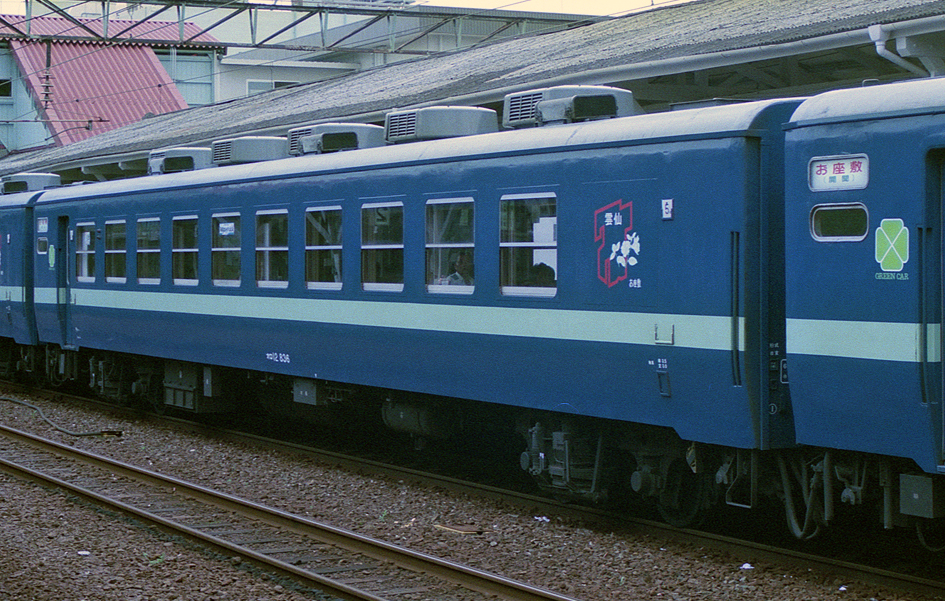
オロ12 836 「雲仙」
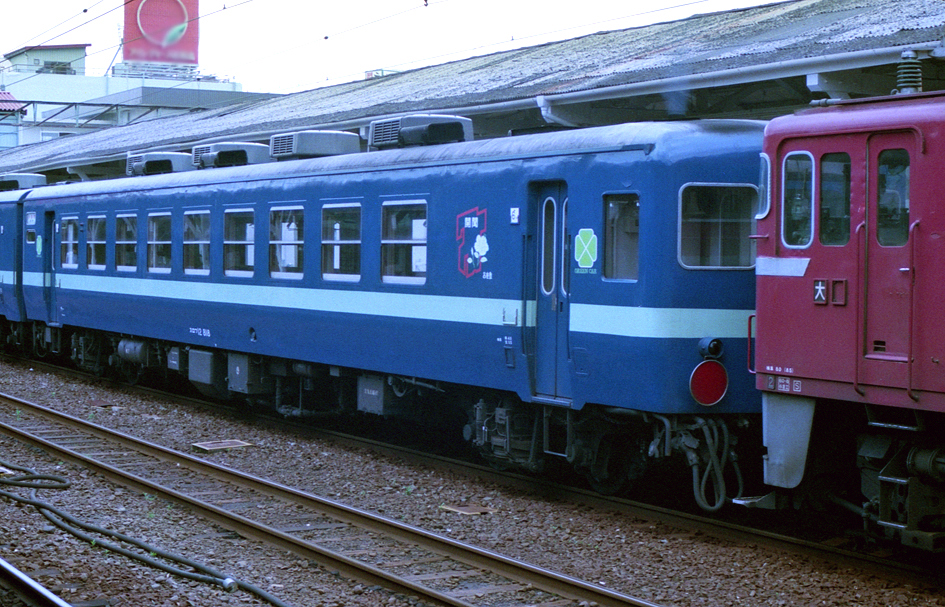
スロフ12 818 「開聞」

## 構造
スロフ12形ではトイレと反対側（乗務員室側）のドアの隣の窓1枚が、オロ12形ではトイレと反対側のドアとその隣の窓1枚がそれぞれ塞がれている。山編成では窓を塞いだ部分に九州をイメージしたシンボルマークが入れられている。車体塗装については、地色は従来と同じ青20号のままであるが、2本の白帯は消され、窓下に従来の白帯より太い淡緑6号の帯を入れている。
車内は海・山編成とも3号車のみ洋風（カーペット敷き）で、それ以外はお座敷構造である。山編成では窓に障子がはめこまれているほか、3号車に舞台装置が設置されている。

## 運用
当初はいずれも鳥栖客貨車区に配置され、同区の廃止に伴い門司客貨車区に転属した。その後、門司客貨車区の統合により海編成は熊本客車区に、山編成は門司港運転区に配置され、JR九州に承継された。
1987年に海編成のリニューアルが行われた。外部塗装はダークグリーン地に車体上部と窓下に金色の帯を入れた塗装に変更された。車内は壁や天井の板が張り替えられ、内装の塗装が一部変更された。山編成も1988年（昭和63年）末に同様にリニューアルされている。
1995年1月および3月に、JR九州のジョイフルトレイン全廃により両編成とも廃車となった。

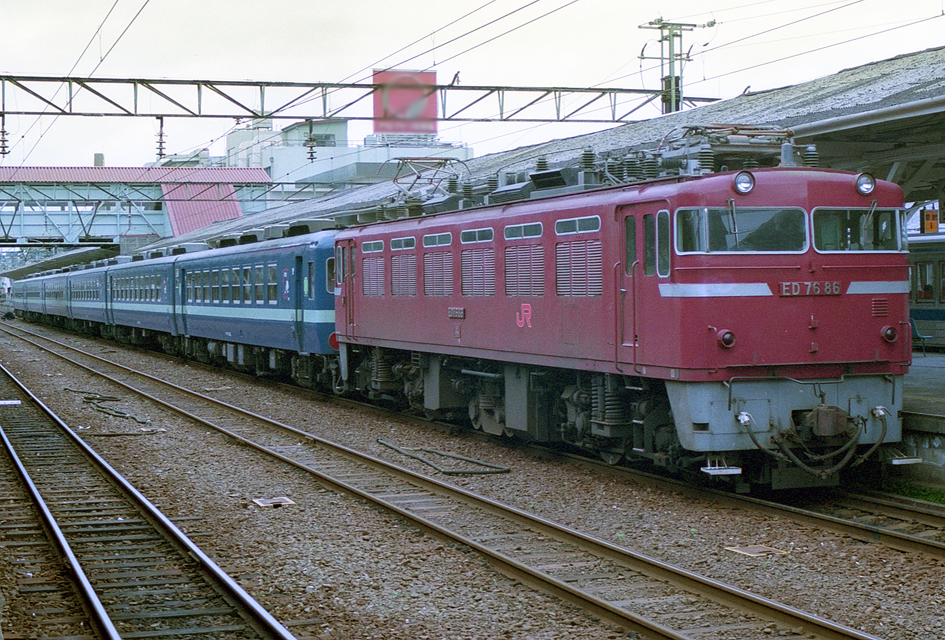
ED76 86 牽引 山編成（1987年、熊本駅）
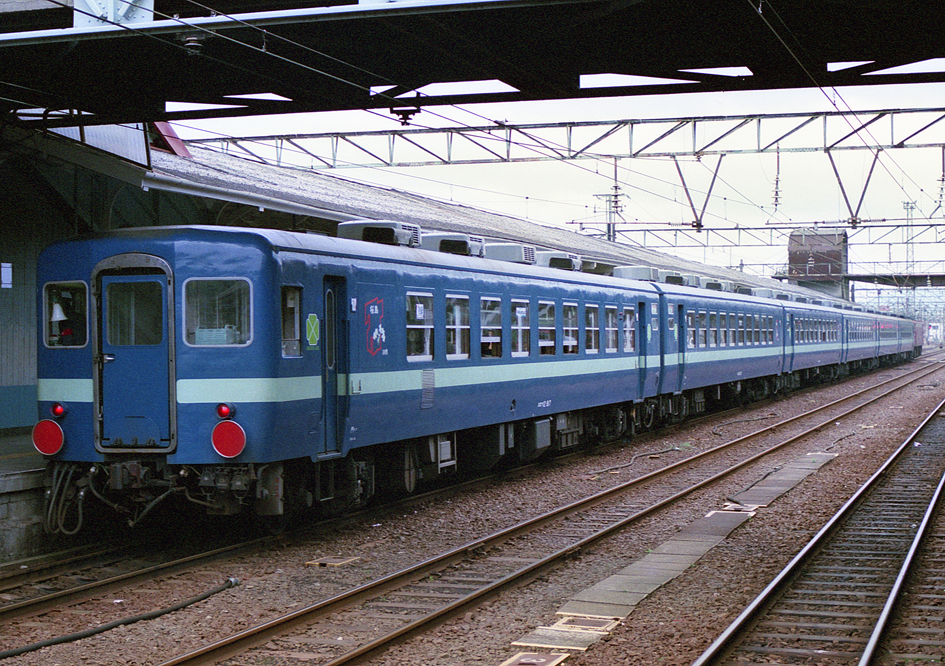
山編成（1987年、熊本駅）